# Charles Berry
Charles Berry (ur. 6 września 1863 w Leuchars, zm. 11 października 1947 w Edynburg) – szkocki rugbysta, reprezentant kraju.
W latach 1884–1888 rozegrał dziewięć spotkań dla szkockiej reprezentacji w Home Nations Championship zdobywając siedem goli.